# Buchillon
Buchillon es una comuna suiza del cantón de Vaud, situada en el distrito de Morges a orillas del lago Lemán. Limita al norte con la comuna de Etoy, al noreste con Saint-Prex, al sureste con Thonon-les-Bains (FR-74), al sur con Anthy-sur-Léman (FR-74), y al oeste con Allaman.
Hasta el 31 de diciembre de 2007 la comuna formó parte del círculo de Villars-sous-Yens.